# Artiom Nitx
Artiom Iúrievitx Nitx (en rus Артём Юрьевич Ныч) (Kémerovo, óblast de Kémerovo, 21 de març de 1995) és un ciclista rus, professional des del 2014 i actualment a l'equip Glassdrive-Q8-Anicolor.

## Palmarès
- 2015
  -  Campió de Rússia sub-23 en ruta
- 2016
  -  Campió de Rússia sub-23 en ruta
- 2021
  -  Campió de Rússia en ruta
- 2023
  - 1r al Gran Premi Beiras i Serra da Estrela
- 2024
  - 1r al Gran Premi Beiras i Serra da Estrela
  - 1r a la Volta a Portugal i vencedor de 2 etapes
- 2025
  - 1r a la Volta a Portugal